# Farnsworth House

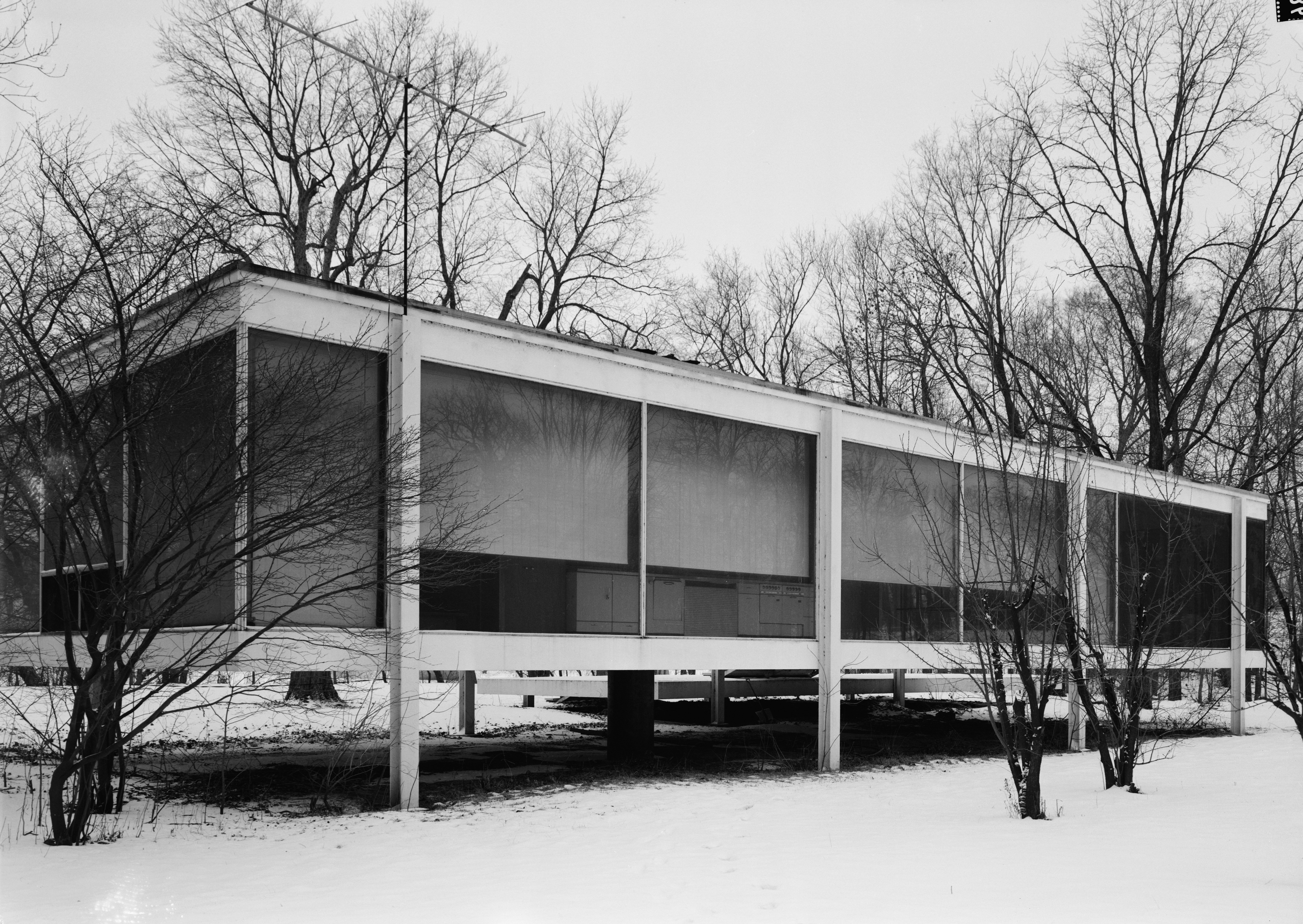
Pohled na budovu

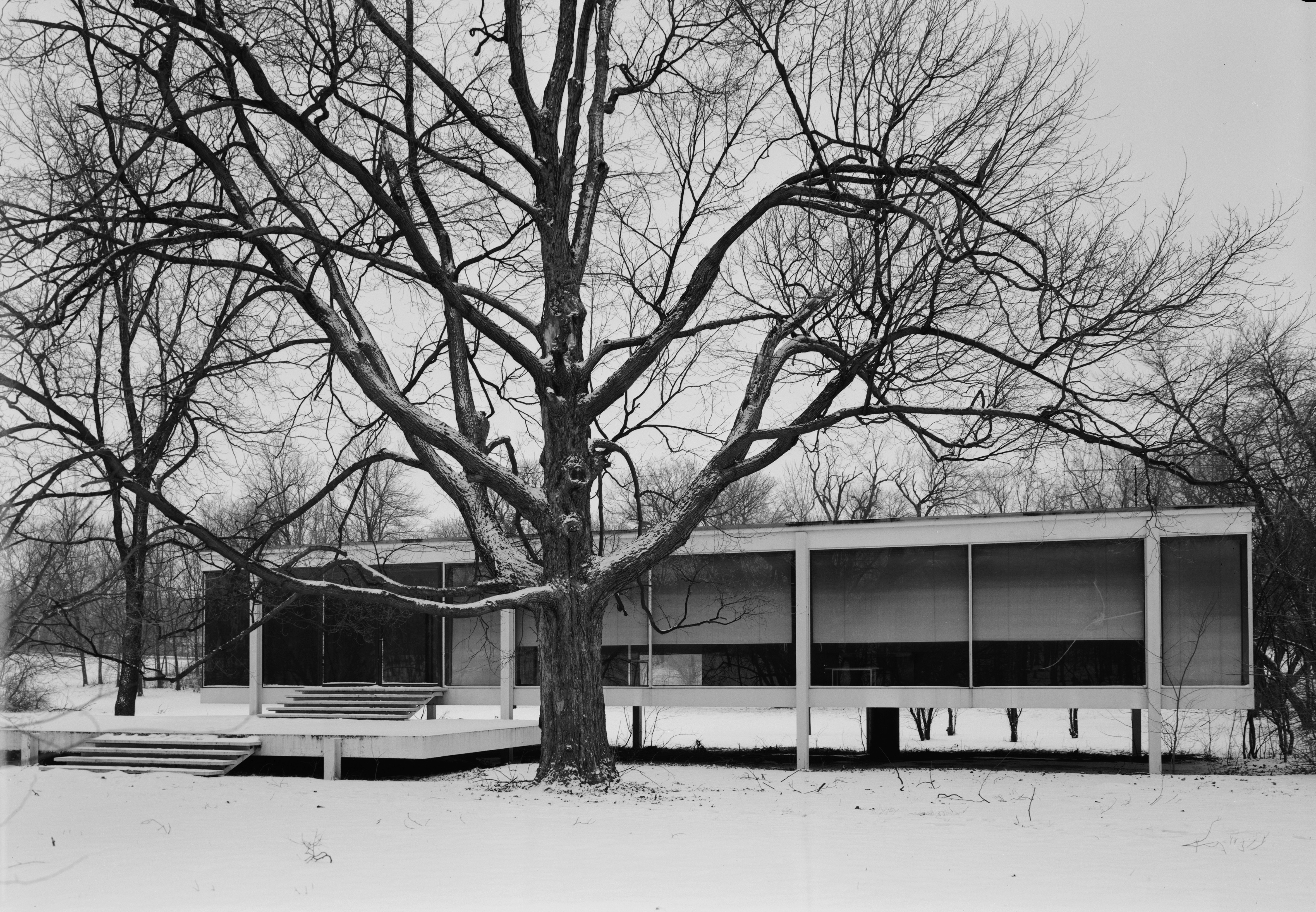
Pohled na budovu

Farnsworth House je dům postavený podle projektu architekta Ludwiga Miese van der Rohe v letech 1945 – 1951 jako jednopokojový víkendový byt ve venkovském prostředí. Nachází se 89 km jihozápadně od centra Chicaga v USA.
Dům ze skla a oceli byl zbudován pro doktorku Edith Farnsworthovou, prominentní lékařskou specialistku. Mies pro ni vytvořil dům o rozloze 140 m2, který je široce uznáván jako ikonické mistrovské dílo moderní architektury. Dům byl v roce 2006 prohlášen za Národní historickou památkou, již v roce 2004 byl zapsán do Národního registru historických památek. Je uveden v katalogu moderní architektury mezinárodní organizace Iconic Houses, která sdružuje mimořádná díla světových architektů, architektonicky významné domy, domy umělců a ateliéry z 20. století přístupné veřejnosti jako domovní muzea.
Dům je ztělesněním Miesových zralých představ o moderní architektuře v nové technické éře: jeden volný prostor s minimální konstrukcí „kosti a kůže“ a zřetelné uspořádání architektonických částí. Jeho představy jsou vyjádřeny srozumitelně a jednoduše, za použití materiálů, které jsou sestaveny tak, aby vyjádřily svůj charakter.[zdroj?]

## Historie

### Výstavba
Návrh víkendového sídla na zalesněný pozemek u řeky Fox River si objednala lékařka Edith Farnsworthová v roce 1945. Měl sloužit jako místo, kde by si mohla Farnsworthová užívat své koníčky: hraní na housle, překlady poezie a radost z přírody. V roce 1947 byl tento skleněný pavilon projekt vystaven na výstavě. Stavba se protáhla kvůli dědickým záležitostem, práce na budově začaly v roce 1950 a byly v podstatě dokončeny v roce 1951.
Celkové náklady na stavbu v roce 1951 činily 74 000 dolarů, což by v roce 2012 odpovídalo asi 648 000 dolarů. Původní rozpočet byl překročen o 16 000 USD vzhledem k růstu cen surovin po druhé světové válce a probíhající korejské válce. Když paní Farnsworthová nechtěla celou částku zaplatit, van der Rohe ji žaloval u soudu, což mu oplatila žalobou kvůli údajným machinacím. Soud sice prohrála, pro architekta to však bylo velké zklamání.

### Užívání
Edith Farnsworthová užívala dům jako víkendové relaxační sídlo po dobu 21 let. Zde se potkávala s významnými architekty, kteří dílo světově proslulého architekta obdivovali. V roce 1968 musela místnímu dálničnímu oddělení odprodat dva akry na přilehlém pozemku pro postavení nového dálničního mostu přes řeku Fox River. Farnsworthová zažalovala společnost, která chtěla dálnici vybudovat, ale soudní spor prohrála. Proto se v roce 1972 rozhodla dům prodat a odešla na důchod do své vily v Itálii.
V roce 2004 byl dům a 60 akrů přilehlé zalesněné plochy zakoupen památkáři v aukci za 7,5 milionů dolarů, dnes jej vlastní a spravuje národní nadace National Trust for Historic Preservation jako veřejně přístupné muzeum. Stavba ovlivnila vznik stovek dalších modernistických skleněných domů, především Glass House Philipa Johnsona poblíž New Yorku, který je stejně tak ve vlastnictví nadace.
V září roku 2008 byl dům zaplaven během hurikánu Ike. Voda dosáhla výšky přibližně 46 cm nad podlahu na 1,5 m vysokých pilířích. Podstatná část nábytku byla uložena do bezpečné výšky, aby ji nezasáhla povodňová voda. Dům byl následně až roku 2018 kvůli opravám uzavřen pro veřejnost.

## Uspořádání domu
Základní vlastnosti domu jsou ihned viditelné. Rozsáhlé využívání skla od podlahy až po strop otevírá v interiéru okolní prostředí v extrémním úhlu. Hrany desky jsou definovány exponovanými ocelovými konstrukčními prvky natřenými čistě bíle. Dům je vyzdvižen do výšky 1,6 m nad zemí záplavovými ocelovými sloupy ve tvaru H, které jsou připojeny na obou stranách podlahy do stropních desek. Dům vypadá jako by plaval ve stavu beztíže nad zemí. Třetí plovoucí deska, připojená k terase, funguje jako přechod mezi obývacím prostorem a zemí. Dům je přístupný pomocí dvou širokých schodišť propojujících terasu se zemí.
Jednoduchý lineární vnitřní prostor je vymezen bílou konstrukcí a prosklenými stěnami, které dovolují přírodě a světlu obklopit vnitřní prostor. Dřevěná stěna s krbem (kde je také zabudované mechanické zařízení, kuchyňská linka či toaleta) je umístěna uvnitř otevřeného prostoru, aby tak naznačila obytný prostor, jídelnu či ložnici, aniž by musel být prostor rozdělen zdí. Masivní vnější zdi jsou nahrazeny skleněnými stěnami – dlouhé závěsy po obvodu umožňují volnost a na přání poskytují částečné, nebo úplné soukromí. Dům byl označen za impozantní, za chrám vznášející se mezi zemí a nebem, za báseň, za umělecké dílo.